# Atsushi Natori
Atsushi Natori (名取 篤 Natori Atsushi?,  nacido el 12 de noviembre de 1961 en Urawa (actualmente Saitama), Saitama) es un exfutbolista japonés que se desempeñaba como centrocampista.
Natori jugó 6 veces para la Selección de fútbol de Japón entre 1988 y 1989.

## Trayectoria

### Clubes
| Club       | País  | Año         |
| ---------- | ----- | ----------- |
| Urawa Reds | Japón | 1980 - 1994 |

### Selección nacional
| Selección | País  | Año         |
| --------- | ----- | ----------- |
| Absoluta  | Japón | 1988 - 1989 |

## Estadística de equipo nacional
| Selección de Japón | Selección de Japón | Selección de Japón |
| Año                | Part.              | Goles              |
| ------------------ | ------------------ | ------------------ |
| 1988               | 1                  | 0                  |
| 1989               | 5                  | 0                  |
| Total              | 6                  | 0                  |

## Palmarés

### Títulos nacionales
| Título                   | Club              | País  | Año  |
| ------------------------ | ----------------- | ----- | ---- |
| Copa del Emperador       | Mitsubishi Motors | Japón | 1980 |
| Copa Japan Soccer League | Mitsubishi Motors | Japón | 1981 |
| Japan Soccer League      | Mitsubishi Motors | Japón | 1982 |